# Athanai
Athanai Castro Gómez (La Habana, 20 de septiembre de 1972) conocido como el Blanco Rapero, es un cantautor cubano influyente dentro del rock en Cuba. Ha producido 10 álbumes y recibido numerosos premios a lo largo de su carrera. Perteneciente a la generación de cantautores de 13 y 8, en cuyo núcleo se armó el ya legendario proyecto Habana Abierta. El también compositor, arreglista y productor musical ha sido elogiado por la prensa internacional, llegando a catalogarlo como "el reflejo del sabor y color de la nueva Cuba" (El País, España).

## Biografía
Proveniente de una familia humilde, Athanai vivió su infancia en la calle 11 del barrio del Vedado en La Habana, "donde todos lo recuerdan como un remolino que no paraba de jugar y cantar".
A principios del año 1987 comienza a escribir sus propias canciones, influenciado por el movimiento de la Nueva Trova, y artistas como Carlos Varela, Santiago Feliú, Frank Delgado, y Gerardo Alfonso entre otros. Sus primeras actuaciones oscilan entre las "peñas" (conciertos de cantautores) de los Museos Napoleónico y de la Revolución de la ciudad de La Habana, y la de El Puente, fundada por el artista plástico Pablo H, que más tarde se llamaría 13 y 8, al coincidir con Vanito Brown, Alejandro Gutiérrez y otros integrantes del grupo Habana Abierta y de esa generación de principio de los años 90.
En el año 1993, firma un contrato con los productores estadounidenses Rachel Faro y Sammy Figueroa para grabar una maqueta. Con el dinero que le pagaron, compra instrumentos y forma su primera banda, en la que reúne a jóvenes músicos cubanos, recién graduados de las Escuelas de artes de La Habana, como Víctor Navarrete, Haruyoshi Mori, Karel Escalona y Dayan Abad. Comienzan juntos una etapa de duros ensayos, durante los cuales se estrena como arreglista, y más tarde como productor. A falta de locales de ensayos, utiliza su propia habitación para dar rienda suelta a su potencial creativo, agradeciendo a diario la tolerancia de sus vecinos y posteriormente, en sus conciertos, proporcionándoles asientos en las primeras filas de los teatros.

## Concierto en la Sala Covarrubias
Su primera actuación la realizó en el año 1996 en la sala Covarrubias del Teatro Nacional de Cuba. Este mítico concierto, que permanece en la memoria del público, nació con el apoyo de varios amigos intelectuales cubanos, agrupados para producir el espectáculo. La producción ejecutiva corrió a cargo del actor Jorge Perugorría y su esposa, Elsa Lafuente, así como de Manuel “Manolete” Portela Piñeiro, la dirección artística la llevó a cabo el director teatral y fundador de la compañía El Público, Carlos Díaz; el actor Luis Alberto García se encargó de la promoción, tanto en prensa, como radial y televisiva; y el músico Carlos Varela cedió todo el backline y compartió con Athanai la interpretación de la canción "Fantasmas", que un año más tarde grabarían juntos en su ópera prima, "Séptimo Cielo".

## Séptimo Cielo
En 1997, viaja a Madrid y graba su primer álbum titulado "Séptimo Cielo", con el sello independiente No More Discos, propiedad del cantante español Miguel Bosé. Este álbum fue distribuido por Warner Music Spain S.A., y ese mismo año es presentado en la Sala Avellaneda del Teatro Nacional de Cuba, superando su aforo, al repletarla con casi 3000 personas. Este concierto fue cubierto tanto por los medios de comunicación de la isla, como del estado español, obteniendo excelentes críticas de la prensa especializada en medios como El País, El Mundo y el ABC, así como en la prensa local .
Posteriormente, regresa a Madrid en noviembre de ese mismo año, para presentar el disco "Séptimo Cielo" en la Sala Caracol, una actuación que fue parte de un intenso trabajo publicitario. A esta presentación asistieron Miguel Bosé, Lolita y Rosario Flores, Nancho Novo, Antonio Carmona (Ketama), Marta Sánchez, además de periodistas como Diego Manrique, Mariscal Romero y demás de la prensa especializada española. Este concierto también contó con la amplia cobertura de los medios de comunicación ibéricos.

## A Castro le gusta el rock
Entre los años 2002 y 2003, realiza pequeñas giras y conciertos con su faceta rockera, compartiendo escenarios con artistas y bandas como Dover, Killer Barbies y el italiano Zucchero. También como cantautor comparte escenario con Luis Eduardo Aute y Pablo Milanés en varios conciertos por la región española de Galicia, teniendo como referencia de aforo máximo El Coliseum de La Coruña. Su segundo álbum, "A Castro le Gusta el Rock", sale a la luz en 2004 y es editado por la Fundación Autor. Para este trabajo reúne a Dayan Abad, Arián Suárez y Kiki Ferrer, jóvenes músicos cubanos residentes en Madrid. En este álbum Athanai tamiza todos los estilos, desde el rock al rap, pasando por el grunge o el funk. Este es un disco tremendamente activo, lleno de letras reivindicativas, su soledad, impotencia, y amor. Es un recorrido por su historia personal que afronta la muerte de su mejor amigo, pasando por lo mal que le puede ir a uno en la gran ciudad, y cerrando un ciclo que llega hasta la celebración por el nacimiento de sus dos hijas: Habana y Lucila.
Este álbum fue licenciado en Cuba con la discográfica BIS Music y nominado al Premio Cubadisco bajo el nombre de OBLIGATORIO, el título hace referencia a que tuvo que cambiarle el nombre para poder presentarlo en Cuba y a que es una referencia obligatoria dentro de su obra. 

## El underground español y O'Funk'Illo
En este año coincide con la banda de Sevilla O’Funk’illo. A partir de aquí, comienzan una etapa de colaboración, culminando con su participación en 2005 en la grabación del disco titulado "No te cabe ná" (EMI Music Spain S.A.) y su respectiva gira, de mismo nombre, con más de 70 conciertos por todo el territorio español, incluyendo emblemáticos festivales como Viña Rock y ExtreMúsica. En 2005, también colabora con artistas como Vikingo M.D. (vocalista de la banda de metal Narco), grabando un interludio en su disco en solitario titulado "Aquí estoy yo", editado por ArteloJazz Producciones y distribuido por El Diablo Records. Además, colabora y compone canciones para el disco "Savia Negra", de la banda sevillana Las Niñas, editado por el sello Virgin Records de la multinacional EMI Music Spain S.A. En 2010, al reagruparse O’Funk’illo, vuelve a colaborar con esta banda en la gira 10 Años Tour y también grabando una versión del tema "Acción Mutante" de la banda Def Con Dos que se incluye en el álbum "La culpa de todo la tiene Def Con Dos (tributo)", editado por Warner Music. Durante la mencionada gira de O’Funk’illo, participa en aproximadamente 50 conciertos, que incluyen los festivales Viñarock, Derramerock, Aupalumbreras, y el Rock In Rio. En 2011, del mismo modo, colabora en la grabación del más reciente trabajo de esta agrupación sevillana, titulado "Sesión Golfa" (Maldito Records), acompañándolos en la gira de igual nombre.

## Habana Blues Band
A su retorno a España, ese mismo año, comienza una temporada como vocalista de Habana Blues Band, agrupación fundada por Kiki Ferrer, Dayan Abad y Haruyoshi Mori, luego de componer la banda sonora de la película Habana Blues del director Benito Zambrano, galardonada con varios premios Goya. Seguidamente continúa, desde 2007 a 2009, como vocalista de Pal’keli y Cusha, bandas formadas a partir de la separación de O’Funk’illo en 2006. Al mismo tiempo, compagina esta labor con sus actuaciones personales, siendo ganador del concurso DYCrectos, organizado por la marca de whisky DYC en 2008.

## Athanai como Productor
A mediados de los años 90 dirige la grabación del primer disco de Hip Hop Cubano, titulado "Igual que tú", de la banda de rap de Guanabacoa Primera Base. Este primer trabajo de producción fue galardonado con el premio Cubadisco 1998 al Mejor Disco de Rap y marcó el principio del naciente movimiento de rap en la isla.
Por esa fecha, Athanai conoce a José Luis Cortes (El Tosco), director de NG La Banda, y colabora en la composición y grabación de un tema para esta agrupación titulado "No hay cráneo nena", canción en la que por primera vez se manifiesta claramente la mezcla de rap y salsa en la música cubana.
A finales de la década de los 90's, Athanai es invitado por Rosario Flores a producir el álbum Jugar a la locura, álbum que vendiera 100,000 copias sólo en España y que fuera nominado al Grammy Latino en el año 2000 en la categoría Mejor Interpretación Vocal Rock Femenina.
Regresa a Cuba en 2006 para concluir la producción del álbum "Te quiero Bien" (Factoría Autor) de la joven cantante Lynn Milanés, hija del cantautor cubano Pablo Milanés. Dicho álbum comenzó a grabarse en Madrid a mediados del 2004, en los estudios personales de Joaquín Sabina; y concluyó en los estudios PM Records de La Habana, este álbum obtuvo dos nominaciones al Cubadisco. Aprovechando su estancia, terminó en el mismo estudio la mezcla del tema "Fiesta", grabado en su casa de la Sierra de Guadarrama en 2005, junto a Telmary Díaz, y que se incluye como colaboración en el álbum de la rapera "A diario" (BISMUSIC 2006).
A principios del año 2021, Athanai comenzó la producción del álbum Molinos de Viento del Proyecto de Mujeres SOMOS, liderado por Suylén Milanés, un ambicioso proyecto que pretendió visibilizar el papel de la mujer dentro del rock cubano, como productor, Athanai ha sido el encargado de crear un sonido único que fusione diferentes géneros como el rock, el pop y la música electrónica.  

## Creando Milicia
En 2012 terminó la auto-producción de un trabajo empezado en 2007, y que se tituló "Creando Milicia". Este álbum de sonoridad dura agrupa todos los estados de ánimo, reflexiones y experiencias de este versátil creador, y ha sido ampliamente reseñado por la prensa, que ha depositado críticas muy favorables.
En 2012, hizo una presentación única en marzo, en la sala Le Contretemps de Ginebra, Suiza.

## Athanai está en La Casa (2015)
En el año 2015 Athanai regresa a Cuba y decide continuar con su carrera desde La Habana. Realizó presentaciones en Fábrica de Arte Cubano y emblemáticas salas de concierto como el Café Teatro Bertolt Brecht y El Sauce. 
Su regreso a Cuba lo marca el concierto en el templo de la trova del continente americano, la Casa de las Américas, con una gran cobertura por parte de los medios de comunicación, volviéndose viral en las redes sociales locales y con participación de reconocidos artistas cubanos. La Sala Che Guevera cerró por capacidad y con una gran cantidad de insistentes fanáticos afuera, quienes no querían quedarse con las ganas de disfrutar otra vez de la música de Athanai.

## Regresar (2018)
El 20 de diciembre de 2018 lanza su cuarto álbum de estudio, Regresar con la disquera cubana Bis Music
Con una sonoridad moderada más cercana a sus inicios de trovador, con canciones inéditas compuestas a lo largo de veinte años donde Athanai fusiona su propio sonido con elementos de los diferentes géneros de la música cubana. Cuenta con duetos con artistas como Pablo Milanés, Buena Fe, Haydée Milanés, Lynn Milanés, David Torrens, Kelvis Ochoa, Iván Leyva y Adrián Morales.
El arte del disco fue creado  por los artistas plásticos Eduardo Abela y Ernesto Rancaño. Pablo Milanés y Carlos Varela, grandes exponentes de dos generaciones anteriores de la Nueva Trova avalan el álbum con sendas notas discográficas.
Nominado a los premios Cubadisco en la categoría Diseño y ganador en la categoría Canción Contemporánea. Este álbum formó parte de la Selección Oficial de los Latin Grammy del año 2019.

## Athanai, en directo desde Bellas Artes (2020)
El CD/ DVD Athanai, en directo desde Bellas Artes es el primer material audiovisual del cantautor grabado en vivo y lanzado en febrero de 2020 por la casa discográfica BIS Music, ante la situación mundial de la COVID, decidieron posponer la promoción del material y qué mejor momento para arrancar de nuevo que con dos nominaciones al Premio Cubadisco 20-21. Athanai se sale de su zona de confort y honra su historia musical con un elegante concierto de 57 minutos elogiado por la crítica especializada y por el público, considerado una de las obras mejor concebidas dentro de la producción cubana contemporánea, desde su exquisita mezcla de sonido, las presentaciones gráficas de cada tema, su paso por géneros como la guajira, el R&B, el son o la balada aunque sin perder la contundencia que caracterizan sus interpretaciones. Aparecen artias invitados como Frank Delgado, Lynn y Haydée Milanés e Iván Leyva.

## BR, el Blanco Repa (2022)
Athanai crea su alter ego BR, el Blanco Repa para introducir el ROCK REPA, la fusión de su sonoridad rockera con el género urbano autóctono de Cuba. Su alianza con Lesny Changarrito un talentoso joven cantante y productor logran un género único de gran fuerza inédito en la música cubana. 

## Athanai en Cine
Athanai aparece brevemente en la película cubana Amor Vertical, interpretando el tema "Séptimo Cielo" que da nombre a su primer disco. También aparece en la película cubanoargentina Historias clandestinas de La Habana, 1996, del director: Diego Musiak interpretando en versión acústica su canción "Habanero".

## Discografía
| Año  | Álbum                                  | Sello                         |
| ---- | -------------------------------------- | ----------------------------- |
| 1997 | Séptimo Cielo                          | No More Discos / Warner Music |
| 2004 | A Castro le gusta el rock              | ATHANAI Music                 |
| 2012 | Creando Milicia                        | ATHANAI Music                 |
| 2018 | Regresar                               | ATHANAI Music / BIS Music     |
| 2020 | Athanai, en directo desde Bellas Artes | ATHANAI Music / BIS Music     |

## Producciones
| Artista                           | Álbum                                  | Sello                             | Año  |
| --------------------------------- | -------------------------------------- | --------------------------------- | ---- |
| 1.ª Base                          | Igual que tú                           | No Problem Records                | 1997 |
| Athanai                           | Séptimo Cielo                          | No More Discos/Warner Music Spain | 1997 |
| Rosario Flores                    | Jugar a la locura                      | Sony Music Spain                  | 1999 |
| Athanai                           | A Castro le gusta el rock              | ATHANAI Music                     | 2004 |
| Telmary                           | Fiesta (Sencillo)                      | BIS Music                         | 2006 |
| Lynn Milanés                      | Te quiero bien                         | Factoría Autor                    | 2006 |
| Mike Stanley                      | Play Stopped Rain                      | Bristol Records                   | 2012 |
| Athanai                           | Creando Milicia                        | ATHANAI Music                     | 2012 |
| José Luis Medina (Habana Abierta) | Me traen de los mares                  | La Liebre Music                   | 2015 |
| Athanai                           | Regresar                               | ATHANAI Music / BIS Music         | 2018 |
| Athanai                           | Athanai, en directo desde Bellas Artes | ATHANAI Music / BIS Music         | 2020 |
| SOMOS                             | Molinos de Viento                      | PM Records                        | 2021 |

## Colaboraciones
| Artista                           | Álbum                                 | Sello              | Año  |
| --------------------------------- | ------------------------------------- | ------------------ | ---- |
| NG La Banda                       | En director desde el patio de mi casa | Caribe Productions | 1995 |
| Las Niñas                         | Savia Negra                           | EMI Music Spain    | 2005 |
| Vikingo M.D.                      | Aquí estoy yo                         | Artelo Jazz        | 2005 |
| O'Funk'Illo                       | No te cabe ná                         | EMI Musiac Spain   | 2005 |
| Telmary                           | A diario                              | BIS Music          | 2006 |
| Def Con Dos                       | La culpa de todo la tiene DCD         | Warner Music Spain | 2011 |
| O'Funk'Illo                       | Sesión Golfa                          | Maldito Records    | 2011 |
| José Luis Medina (Habana Abierta) | Me traen de los mares                 | La Liebre Music    | 2015 |
| Tesis de Menta                    | Río Arriba                            | PM Records         | 2016 |
| SOMOS                             | Molinos de Viento                     | PM Records         | 2021 |